# The Remarkables
The Remarkables is een bergketen op het Zuidereiland van Nieuw-Zeeland, met toppen tot 2340 meter (de Double Cone). De keten dankt haar naam onder andere aan de exacte noordzuid-ligging. Het was een belangrijke locatie bij de verfilming van de trilogie The Lord of the Rings van J.R.R. Tolkien. In de winter is de skipiste geopend, en dit trekt zowel binnen- als buitenlandse toeristen.

Panorama van The Remarkables en omgeving